# جوئل کارمن
جوئل کارمن (انگلیسی: Jewel Carmen؛ ۱۳ ژوئیهٔ ۱۸۹۷ – ۴ مارس ۱۹۸۴) هنرپیشه اهل ایالات متحده آمریکا بود.

## گزیده فیلمشناسی
- کوپیدو در مطب دندان‌پزشکی (۱۹۱۳)
- تعصب (۱۹۱۶)
- داستان دو شهر (۱۹۱۷)
- بینوایان (۱۹۱۷)
- خفاش (۱۹۲۶)

## نگارخانه

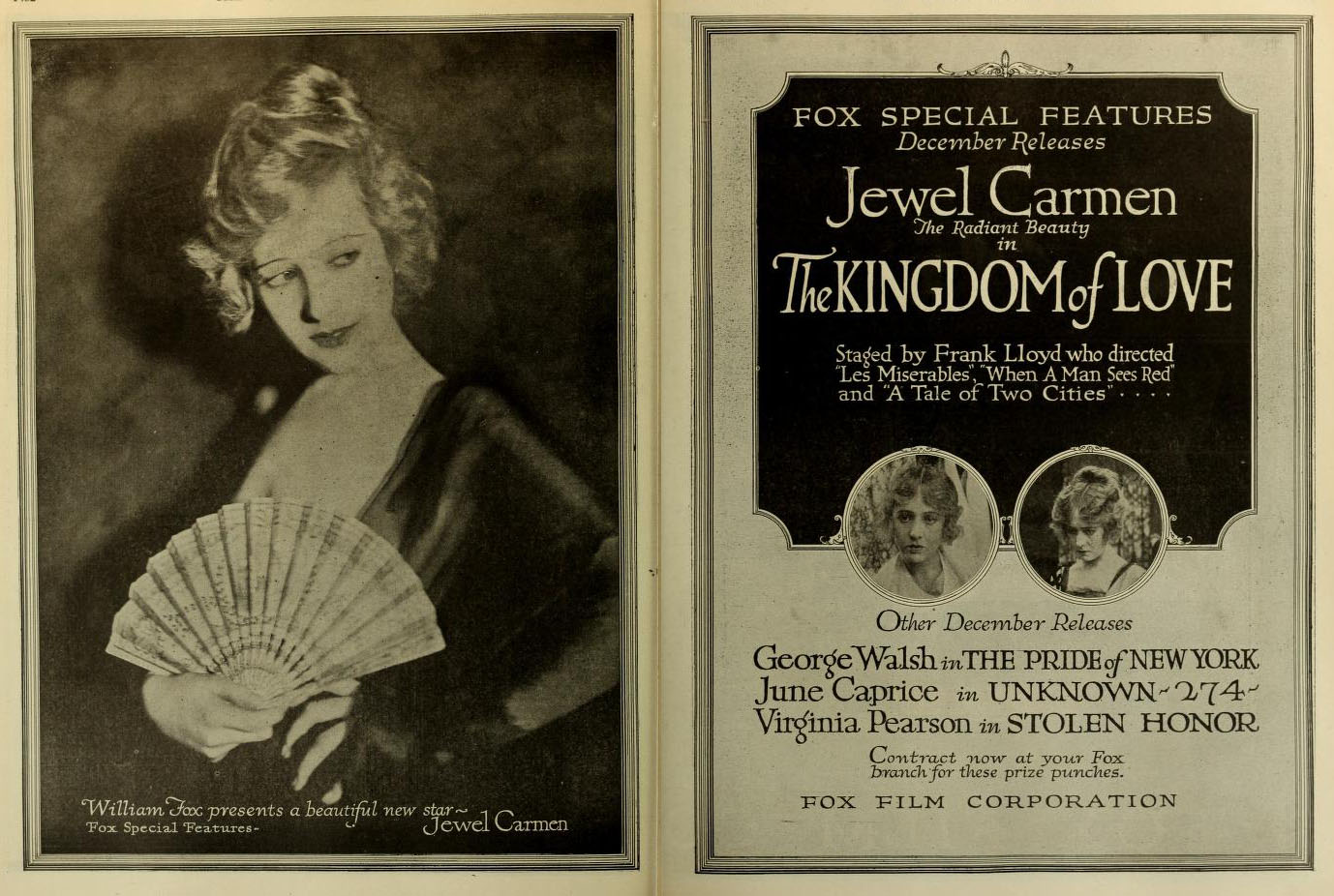
The Kingdom of Love, 1917
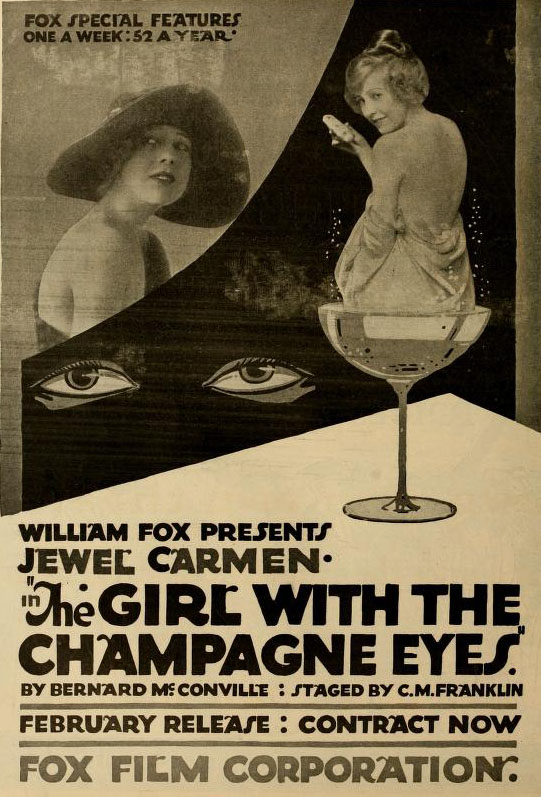
The Girl with the Campagne Eyes, 1918